# Exèrcit dels Revolucionaris (Síria)
L'Exèrcit dels Revolucionaris o Jaysh al-Thuwar (àrab: جيش الثوار, Jayx aṯ-Ṯuwār) és una unitat de protecció armada aliada a la coalició rebel, que ha participat durant la guerra civil siriana. Creada el maig de 2015, i amb presencia a sis províncies, es considera un grup ambiciós que té com a principal objectiu unir àrabs, kurds i turcmans. El seu objectiu és lluitar contra els grups pro governamentals així com l'exèrcit de síria (SAA, per les seves sigles en anglès) i contra l'Estat Islàmic. També espera convertir-se en un dels grups rebels clau en una potencial coalició de grups democràtics rebels. Va ser considerat com un dels "agents potencials de poder" a Alep, Hama, Idlib i a la província de Latakia.
Tot i que sigui considerat part del corrent rebel, l'Exèrcit dels Revolucionaris no va acceptar el programa d'equipament i entrenament que va oferir Estats Units, ja que sempre ha sigut un fidel aliat al Partit dels Treballadors del Kurdistan (PKK). És per això que no han rebut en cap moment recolzament ni per part dels Estats Units ni de Turquia, però sí que es va trobar immers en el conflicte entre les faccions islamistes extremistes a Síria.
Posteriorment, Jaysh al-Thuwar va abandonar les zones rebels per aprofundir més amb els vincles que tenia amb les YPG, i l'octubre de 2015 es va convertir en un dels grups fundadors de les Forces Democràtiques de Síria (FDS) que combaten tant a Daeix com a la resta de grups islamistes.

## Història

### Establiment
Establert com a tal el 3 de maig de 2015, molts dels seus membres havien format part dels ja desapareguts Moviment Hazzm i al Front dels Revolucionaris de Síria, que van ser derrotats pel Front al-Nusra a Alep. A l'octubre del mateix any, una publicació de l'Institut pels Estudis de la Guerra (Institute for the Study of War), a la seva seu de Washington DC, va considerar-lo com un dels "poders potencials" a la provincia d'Alep, on formava part del grup Volcà de l'Eufrates (també conegut com a Burkan al-Firat), així com a les províncies de Hama, Idilb i Latakia, però no a la provincia d'Homs.
Els grups que el van formar són:
- Batalló Sol del Nord (Shams al-Shamal)
- Jabhat al-Akrad
- Moviment Hazzm (dissolt)
- Front dels Revolucionaris de Síria (branca del nord de Síria, dissolta)
- Brigada Forces Especials
- Brigada Seljuk (part de les Brigades Turcmanas de Síria)
- Brigada màrtir Yusuf al-Quzhul
- Brigada Tempesta del Sud
- Brigada Àguiles de la Sunnah Brigade
- Brigada Promesa Veritable
- Brigada Lluitadors per la Justícia

Fundadors:
- Regiment 777è (fundador)
- Brigada Sultan Selim (part de les Brigades Turcmanas de Síria) (fundador)
- Unió Revolucionària d'Homs (fundador)
- Brigada Màrtirs d'Atareb(fundador)
- Brigada dels Descendents dels Otomans (fundador)
- Brigada 313 – Homes Lliures d'Aqrab (fundador)

### Batalles i presències territorials

Jaysh al-Thuwar utilitza la mateixa bandera amb tres estrelles utilitzada per molts grups de l'oposició, tot i que també utilitza el seu propi logotip com a bandera.

Jaysh en el-Thuwar es va negar a participar en el programa d'equipament i entrenament orgnaitzat pels Estats Units i es va limitar a lluitar contra l'Estat Islàmic. Posteriorment, va mostrar lluites també contra l'Exèrcit sirià a Alep així com al nord d'Homs i contra Daeix a Mare, Kobanî i al nord d'ar-Raqqa.
Jaysh al-Thuwar controla l'oest d'Azaz, conjuntament amb les YPG i assegura tenir presència al barri de Rashidin a Alep, a Tal Malah i al-Ghab, a zones del nord de Hama i cèl·lules a Manbij.

### Integració a les Forces Democràtiques de Síria
Tot i mantenir negociacions ocasionalment, l'Exèrcit dels Revolucionaris ha mantingut vincles molt estrets amb el Partit dels Treballadors del Kurdistan (PKK). La coalició va ser dissolta per culta de constants conflictes entre les organitzacions que les integraven i per la incapacitat de combatre juntes les amenaces d'Estat Islàmic i d'Al-Nusra.
Jaysh al-Tuwar té armament considerat dispers. L'aprofundiment dels llaços amb el PKK i altres forces anti-Daeix, va donar lloc com a resultat l'establiment de la coalició anomenada Forces Democràtiques de Síria, a l'octubre de 2015. Després de la creació, i de la continuada escalada d'enfrontaments amb forces islamistes radicals, molts dels observadors internacionals sobre el terreny, van veure's obligats a evacuar la zona.
Des de l'establiment de les FDS, altres grups s'han anat unint a aquesta coalició de forces d'esquerres, com el Batalló Martyr Kaseem Al Areef.